# Saarlouis
Saarlouis és una ciutat del districte de Saarlouis a l'estat federat alemany de Saarland. Està situada tocant el riu Saar.

## Història

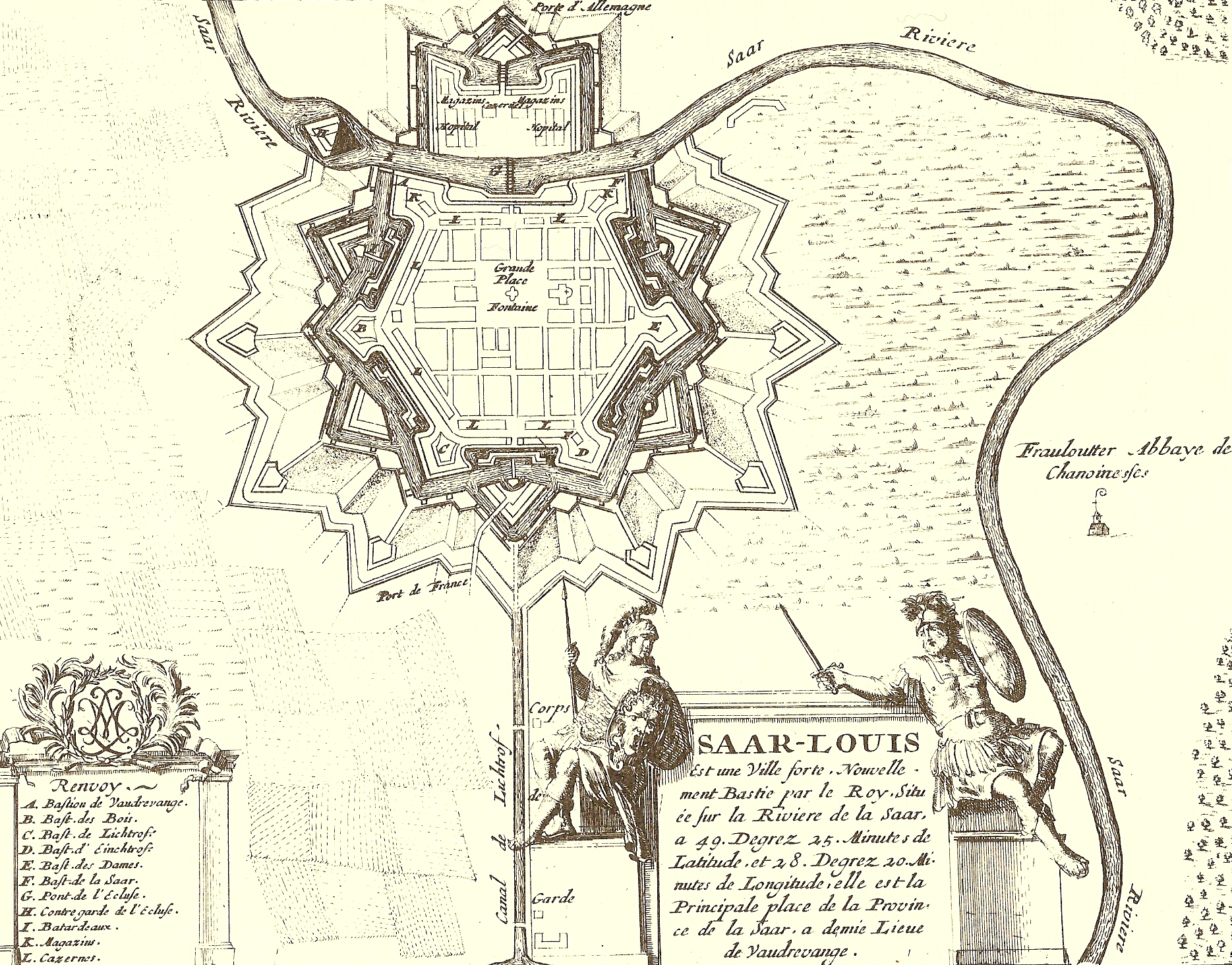
Antic plànol de la ciutat fortificada.

Al 1678, el Tractat de Nimega va acabar amb la guerra francoholandesa: el tractat va proposar el retorn del Ducat de Lorena al duc Carles V de Lorena, mitjançant l'annexió de Nancy per França i la creació de quatre carreteres que travessaven el Ducat i permetent a les tropes franceses arribar fàcilment a Alsàcia. El sobirà de Lorena va rebutjar aquesta proposició.
L'any següent, el rei Lluís XIV, que les seves tropes havia ocupat de manera intermitent la regió des de 1634, va ordenar el desmantellament de la petita ciutat de Vaudrevange, capital de la batllia d'Alemanya i amb el material proporcionat per les muralles d'aquesta localitat, enderrocada pels suecs, es construeix la nova ciutat fortalesa de "Saarlouis".
Vauban va elaborar el pla de la ciutat-fortalesa que acollirà a les tropes franceses. El 5 d'agost de 1680, el pare Célestin de Saint-Dié (1648-1709), caputxí, guardià del convent de Vaudrevange i el futur convent de Saarlouis, va posar la primera pedra de la ciutat naixent, que seran construïdes per soldats del regiment de Beaumarais i el Regiment de Picardia. Fins i tot avui, dos districtes de Saarlouis són anomenats "Beaumarais" i "Picard". La fortalesa defensarà les noves possessions reals franceses a Lorena.
El 1697, amb el Tractat de Rijswijk, la major part de Lorena va recuperar la seva independència (sempre que quedés neutral i no aliat amb el Sacre Imperi Romanogermànic). Aquesta concessió de Lluis XIV li va permet aliar-se amb Espanya en la perspectiva de la seva successió al tron. Espanya recupera la sobirania de la major part dels Països Baixos del sud, però Lluís XIV obté d'Espanya, poder mantenir Saarlouis i la regió circumdant com un enclavament francès a la regió, per evitar que caigui sota el poder dels prínceps alemanys. A través d'aquest tractat, Lluís XIV també va aconseguir completar la possessió de la major part d'Alsàcia i, per tant, la sobirania del marge esquerre del Rin, que també li permetia al Príncep d'Orange Guillem III, seure a la corona a Anglaterra sense cap reclamació sobre les possessions espanyoles ni l'antic Ducat de Lorena.
La bona relació entre el duc Leopold I de Lorena, també duc de Bar, i el seu cosí, l'emperador Carles VI del Sacre Imperi Romanogermànic va provocar la por a Lluís XV de França d'una aliança entre els dos països que donaria lloc al matrimoni de l'hereva dels Habsbourg, Maria Teresa amb l'hereu del ducat de Lorena Francesc. Aquesta unió posaria París a 200 km dels exèrcits imperials.
No obstant això, el 1766, el Ducat de Lorena i el Ducat de la Bar s'uneixen al Regne de França, segons el que va decidir el Tractat de Viena al final de la Guerra de Successió de Polònia (fins llavors mantinguts pel sogre de Lluís XV, resultant d'un acord polític que havia permès evitar l'adhesió directa de Lorena a França per no disgustar els antics aliats prussians) i d'un acord amb Àustria, que administrava la resta dels antics Països Baixos. i a qui Luis XV va cedir les seves possessions anteriors als Països Baixos del Sud. Aquesta vinculació de Lorena deixa a Saarlouis exclosa.
Durant la Revolució Francesa, Lorena i Saarlouis es van aliar amb els revolucionaris contra la coalició de prínceps alemanys aliats amb Anglaterra. Els revolucionaris, que van trobar el nom a la ciutat massa reial, el van canviar per Sarrelibre, fins al 1810.
Després de la derrota dels exèrcits de l'Imperi francès, el Tractat de París de 1815 va transferir la propietat de la ciutat de Saarlouis a Prússia. La ciutat lliure es va convertir llavors en alemanya, i una part integrant del Sarre amb la unificació d'Alemanya a finals del segle xix.
Després de la Primera Guerra Mundial, Saarlouis va ser ocupada per França, sota el mandat de la Societat de Nacions, i la regió de Sarre es va separar d'Alemanya i es va convertir en una regió autònoma. El 1935, després d'un referèndum, es va tornar a unir a Alemanya sota el seu nom anterior de Saarland. El 1936, els nazis, veient que el nom de la ciutat era francès, unifiquen la ciutat de Saarlouis amb la comuna veïna de Fraulautern, a la riba est del riu Saar, i el reanomenen com Saarlautern.
Després de la Segona Guerra Mundial el 1945, sota l'ocupació temporal francesa de la regió, la ciutat va recuperar el seu nom alemany de Saarlouis, el seu lema i el seu escut, així com els seus antics límits territorials (Fraulautern torna a separar-se). Saarlouis s'unirà a la nova República Federal d'Alemanya amb l'adhesió del Protectorat del Sarre l'1 de gener de 1957.

## Persones notables
- Michel Ney (1769-1815), militar
- Heinrich Marx (1777-1838), advocat
- Eduard von Knorr (1840-1920), militar
- Paul von Lettow-Vorbeck (1870-1964), militar
- Oskar Lafontaine (1943), polític
- Sascha Wallscheid (1966), ciclista